# إرول بيرقدار
إرول بيرقدار (بالتركية: Erol Bayraktar)‏ (من مواليد 1971، تركيا) هو سياسي تركي ويشغل بايراكتار منصب رئيس بلدية كايناشلي منذ عام 2014.

## الحياة الشخصية
أكمل تعليمه الثانوي في مدرسة إمام خطيب الثانوية وتلقى تعليمه الجامعي في مصر جامعة الأزهر بالقاهرة، كلية أصول الدين.
أثناء دراسته الجامعية، عمل كمدرس ومستشار نفسي في مساكن جامليكا وأكشاكوجا بإسطنبول التابعة لوزارة التربية الوطنية في جمهورية تركيا. مع تعيينه في وزارة التربية الوطنية، قام بتدريس الفصول والدورات المهنية في مدرسة باتمان الابتدائية.
تم تعينه في 2004 في حزب السعادة كرئيس للمقاطعة ودرس في جامعة صقاريا في كلية الإلهيات وتم انتخابه كعضو في مجلس الإدارة لفترتين في منظمة منطقة Kaynaşlı التابعة لحزب العدالة والتنمية، ورئيسًا للمنطقة في المؤتمر العادي الرابع. تم تعيينه مدرسًا للفصل الدراسي في مدرسة مركز دوزجي إسينتيبي الابتدائية بعد عودته من وظيفته التعليمية، والتي تم إلغاؤها خلال عملية 28 فبراير.
كان مرشحًا عن حزب العدالة والتنمية في الانتخابات المحلية في 30 مارس 2014 وانتخب رئيساً لبلدية كايناشلي بأغلبية 2738 (47٪) ويُجيد اللغة الإنجليزية والألمانية والعربية.